# Втулка
Вту́лка, утулок (-лка) — деталь машини, механізму, приладу циліндричної або конічної форми (з осьовою симетрією), що має осьовий отвір, у який входить сполучна деталь.

## Класифікація втулок

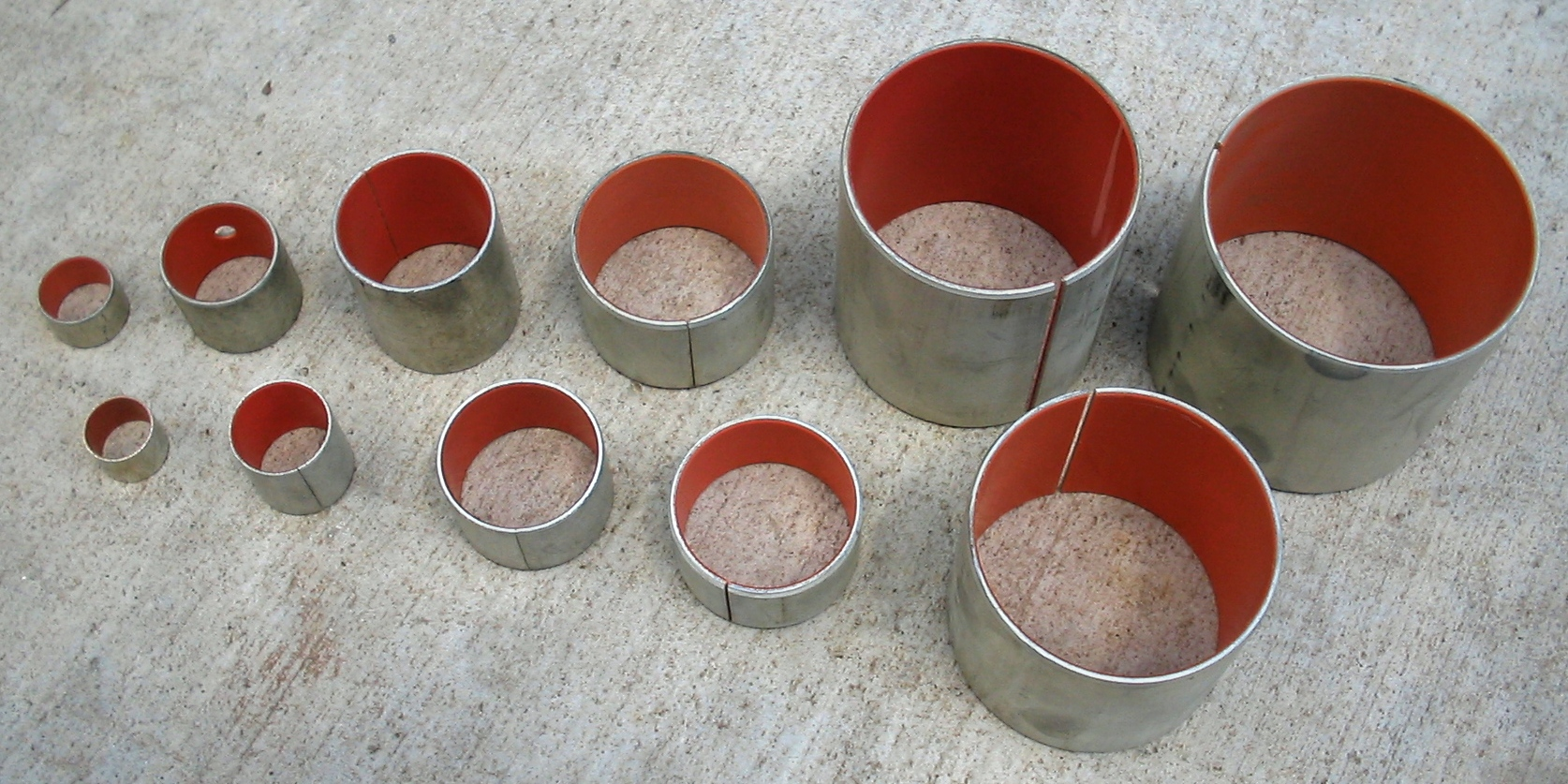
Металеві втулки для підшипників ковзання з полімерним покриттям робочої поверхні

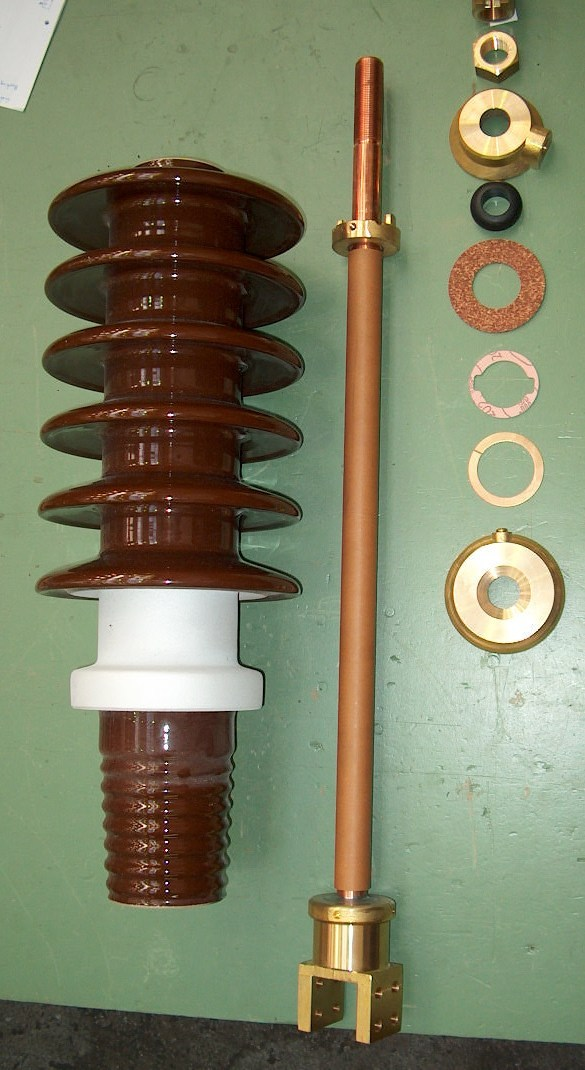
Конструкція електроізоляційної втулки. Мідний провідник розташовується в осьовому отворі електроізолятора

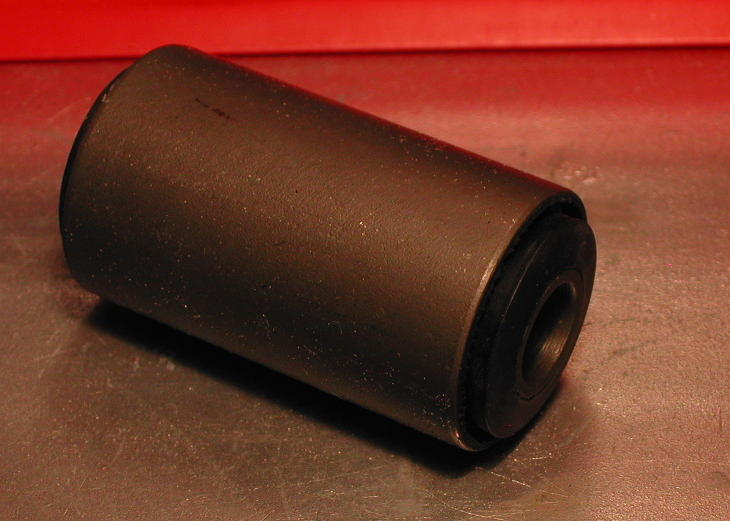
Віброізоляційна втулка (сайлентблок) передньої підвіски автомобіля Fiat 500R

Залежно від призначення застосовують втулки підшипникові, перехідні, кріпильні, віброізоляційні, електроізоляційні, різьбові та ін.
За конструкцією втулки бувають суцільні і розрізні.

### Втулки підшипникові
Втулка підшипникова (підшипник ковзання) — втулка, яка не містить проміжних рухомих елементів. Опора валу або інший елемент, що обертається розміщується в циліндричній втулці по посадці із зазором.
Підшипники ковзання поділяються на:
- сухі — періодично змащуються мастилом або не змащуються взагалі. Самі втулки або лише їх поверхні ковзання виконані з підшипникових металевих сплавів або з синтетичних матеріалів (наприклад: чавун, бронза, тефлон). Використовуються такі втулки у малонавантажених і менш відповідальних вузлах;
- повітряні — в яких зазор між валом і втулкою утримується через повітряну подушку, утворену стиснутим повітрям, що подається у втулку. Втулки цього типу застосовуються в прецизійному обладнанні, при малих радіальних навантаженнях валів;
- масляні — частина корпусу втулки наповнена маслом. Під час руху валу, між площею валу і втулкою утворюється тонкий шар масла (масляна плівка), якої достатньо для підтримання вала. Конструкції втулок залежать від типу підшипника ковзання, де вона застосовується. Розрізняють втулки гідродинамічних підшипників ковзання, де масляна плівка формується самостійно у результаті гідродинамічних ефектів, що виникають у щілині між втулкою і валом і гідростатичних підшипників, куди масло подається під тиском.

### Втулки перехідні
Втулка перехідна — інструмент, який використовується на металообробному устаткуванні для встановлення інструменту з різними конусами Морзе.
- На токарному верстаті втулка перехідна використовується для установки інструменту або нерухомого центру в задню бабку.
- Для фрезерного верстата втулка перехідна — основний перехідний елемент дозволяє значно зменшити витрати на технологічну підготовку виробництва.

### Втулки кріпильні
Кріпильна втулка служить для закріплення внутрішніх кілець підшипників кочення та інших деталей на циліндричних ділянках валів і осей. Така втулка забезпечує точне розміщення деталей на валах і фіксує їх при затягуванні гайкою.

### Втулки електроізоляційні
Електроізоляційна втулка використовується як компонент електричних пристроїв, що призначений для ізоляції провідників високої напруги, котрі проходять через металеві стінки корпусів. Такі втулки виготовляють з електроізоляційних матеріалів, таких як, полімери чи кераміка. Втулки встановлюються на електророзподільчих пристроях, трансформаторах, вимикачах та іншому обладнанні, що працює під високою напругою.

### Віброізоляційні втулки
Віброізоляційна втулка  — це гумова втулка, що використовується як ізолятор вібрацій. Вона реалізує сполучення між двома деталями із забезпеченням розсіювання енергії коливань, що передається. Застосовується у системах підвіски транспортних засобів, де втулка з гуми (або, частіше, синтетичного каучуку чи поліуретану) усуває безпосередній контакт двох металевих деталей, забезпечуючи при цьому певну свободу їх руху. Цей рух дозволяє підвісці вільно переміщатися, при русі по нерівностях, зводячи до мінімуму передачу шуму і вібрацій на шасі автомобіля. Такі втулки називають ще сайлентблоками.

### Зброя
Втулка холодної зброї (списа, рогатини) — частина наконечника (зазвичай трубчаста), за допомогою якої його кріплять до держака.